# Keciput
Keciput is een bestuurslaag in het regentschap Belitung van de provincie Bangka-Belitung, Indonesië. Keciput telt 3124 inwoners (volkstelling 2010).